# Winfried Stradt
Winfried Stradt (* 25. September 1956 in Paderborn) ist ein ehemaliger deutscher Fußballspieler, der von 1975 bis 1977 in der Fußball-Bundesliga 28 Spiele mit fünf Toren bestritten hat.

## Laufbahn

### Jugend und Eintracht Frankfurt, bis 1976
Der beim 1. FC Paderborn in der Jugend herangewachsene Stürmer Winfried Stradt wurde erstmals am 14. September 1973 beim Länderspiel in Herford gegen Finnland als Rechtsaußen in die DFB-Jugendnationalmannschaft berufen. Insgesamt bestritt er 17 Spiele in dieser Auswahl und nahm auch am UEFA-Turnier 1975 in der Schweiz teil. Im Sommer 1974 wechselte er zu Eintracht Frankfurt. Spielpraxis erhielt er hauptsächlich durch seine Einsätze in der Amateurelf, die in der 1. Amateurliga Hessen ihre Verbandsspiele austrug.
Am 22. Februar 1975 brachte Trainer Dietrich Weise Stradt erstmals in der Bundesliga zum Einsatz. Er bildete zusammen mit Jürgen Grabowski und Bernd Hölzenbein den Eintracht-Angriff beim 7:1-Heimerfolg gegen Tennis Borussia Berlin. Als Stradt am achten Spieltag der Runde 1976/77 – am 2. Oktober 1976 – in der 59. Minute für den Linksaußen Egon Bihn im Waldstadion bei der 1:3-Niederlage gegen Borussia Mönchengladbach von Trainer Hans-Dieter Roos eingewechselt wurde, war das sein insgesamt siebter Bundesligaeinsatz für Eintracht Frankfurt. Der 20-Jährige sah keine zukünftig besseren Einsatzmöglichkeiten bei der Eintracht und nahm das Angebot des Aufsteigers Tennis Borussia Berlin an und wechselte im Herbst 1976 an die Spree.

### Tennis Borussia Berlin, 1976 bis 1978
Trainer Rudi Gutendorf konnte am 14. Spieltag, den 20. November 1976, bei dem 1:1-Unentschieden gegen den VfL Bochum erstmals den neuen Angreifer an der Seite von Torjäger Benny Wendt stürmen lassen. Stradt kam auf 21 Einsätze mit fünf Treffern bei den „Veilchen“. Am 34. Spieltag verabschiedete sich Tennis Borussia mit einem 4:2-Erfolg gegen den 1. FC Kaiserslautern als Vorletzter aus der Fußball-Bundesliga. Der Mann aus Paderborn blieb nach dem Abstieg bei TeBe und absolvierte in der Saison 1977/78 in der 2. Bundesliga 35 Spiele mit 16 Toren für das Team vom Mommsenstadion. Trotz des tatkräftigen Beistandes von Gerhard Welz, Dieter Hochheimer und Heinz-Josef Kehr kam aber nur der 10. Tabellenplatz heraus und Stradt nahm zusammen mit seinem Mannschaftskollegen Kehr das Angebot von Alemannia Aachen an und wechselte in das Tivolistadion, in die Nähe der belgisch-niederländischen Landesgrenze.

### Alemannia Aachen, 1978 bis 1981
Für die Alemannia bestritt der Neuzugang von Tennis Borussia in drei Runden 86 Spiele mit 38 Toren in der 2. Fußball-Bundesliga. Er gehörte damit der Stammbesetzung der Mannschaft von Trainer Erhard Ahmann an und kam in seiner ersten Saison auf 23 Tore in 36 Einsätzen. Der Aufstieg konnte mit den zwei siebten Plätzen 1979 und 1980 sowie dem fünften Rang 1981 nicht herbeigeführt werden. Durch Verletzungsfolgen konnte Winfried Stradt in seiner dritten Saison in Aachen nur 19 Spiele mit vier Treffern bestreiten. Sein letztes Pflichtspiel absolvierte er beim Nachholspiel am 30. Mai 1981 im Tivolistadion gegen den SC Herford. Im Sommer 1981 wurde er reamateurisiert und beendete damit seine Laufbahn im Profifußball. Er spielte danach noch unter anderem für FC 13 Roetgen, Borussia Freialdenhoven und den SV Neuenheerse.

### Auswahlberufungen, 1976 bis 1978
Als Spieler von Eintracht Frankfurt wurde Stradt am 9. März 1976 erstmals in die deutsche Fußballnationalmannschaft der Amateure berufen. Er stürmte auf Linksaußen und war Schütze des Siegtreffers zum 1:0 in Offenburg gegen Österreich. Er gehörte der DFB-Mannschaft an, die 1978 in Athen das Spiel um den 3. Platz bei dem UEFA Amateur Cup mit 3:0 Toren gegen Irland gewinnen konnte. Sein achter und letzter Einsatz in Reihen der Amateurnationalmannschaft resultiert vom 26. September 1978, als die Auswahl in Bielefeld gegen China A mit 2:1 Toren gewann und er mit Ronald Borchers und Werner Dressel den Angriff bildete.